# 科恩布卢姆-德拉马尔重排反应
科恩布卢姆-德拉马尔重排反应（Kornblum–DeLaMare rearrangement）指一级或二级有机过氧化物在碱催化下重排为相应的酮和醇。所用的碱可以为氢氧化钾或胺（如三乙胺）。
此反应在有机合成化学及前列腺素的生物合成中都有应用。

## 反应机理
首先碱夺取过氧化物的酸性α-氢，生成碳负离子，接着碳负离子发生电子转移、O–O键断裂，得到酮和烷氧负离子，最后烷氧负离子发生质子化，得醇。
反应中去质子化与重排两步亦可以协同机理进行，不产生碳负离子中间体。
此外有人认为此反应还有另外一种机理，即胺对过氧链进行亲核取代，产生羟胺衍生物中间体，然后再进行消除生成酮，不过最近的实验否定了这个机理，如下图所示。
过氧化物(1)用三乙胺处理时，可转变为羟基酮(2)。但是按照羟胺机理，用二异丙基氨基锂处理过氧化物(1)，生成羟胺(3)，再用三氟甲磺酸甲酯将(3)甲基化为季铵盐(4)，并使其发生消除，并不能得到羟基酮(2)。
此反应是一种消除反应，除烷氧负离子外，其他可以稳定负电荷的离去基团（如硝酸酯）都可推动反应发生。

## 类似反应
含有醚底物发生断裂的类似反应为维蒂希重排反应。亚砜的类似断裂反应为普梅雷尔重排反应。不过这两个反应的机理与此反应均有不同。

## 拓展
科恩布卢姆-德拉马尔（1951）最早研究的反应是用哌啶作碱将α-乙苯基叔丁基过氧化物裂解为苯乙酮和叔丁醇的反应。
托斯特等以鹰爪豆碱或金鸡纳生物碱为手性胺，实现了不对称的科恩布卢姆-德拉马尔重排反应。
此为一锅反应。第一步为共轭双烯与单线态氧在四苯基卟啉（TPP）催化下的光氧合反应。